# Manzanilla (Spanyolország)
Manzanilla település Spanyolországban, Huelva tartományban. Manzanilla Villalba del Alcor, Paterna del Campo, Escacena del Campo, Chucena és Hinojos községekkel határos. Lakosainak száma 2216 fő (2024).

## Népesség
A település népessége az utóbbi években az alábbiak szerint változott:
| Lakosok száma | 2518 | 2421 | 2355 | 2341 | 2300 | 2118 | 2094 | 2135 | 2152 | 2216 |
|               | 2001 | 2004 | 2006 | 2009 | 2011 | 2014 | 2016 | 2019 | 2021 | 2024 |